# Marshall (Indiana)
Pour les articles homonymes, voir Marshall.
Marshall est une municipalité américaine située dans le comté de Parke en Indiana.
Lors du recensement de 2010, sa population est de 324 habitants. La municipalité s'étend sur 0,26 mille carré (0,67 km2).
Marshall est fondée en 1879 par Alfred et Mary Hobson. L'arche de la ville, construite en bois et béton en 1921 par Carroll O. Beeson, est inscrite au registre national des lieux historiques.